# Philippe Leriche
Philippe Leriche est un réalisateur français.

## Biographie
Philippe Leriche a travaillé comme assistant réalisateur au cours des années 1970 et 1980, avant de tourner son long métrage Les Années campagne sorti en 1992.

## Filmographie

### Assistant réalisateur
- 1970 : Le Temps de mourir de André Farwagi
- 1973 : Deux hommes dans la ville de José Giovanni
- 1974 : Emmanuelle de Just Jaeckin
- 1979 : Paco l'infaillible de Didier Haudepin
- 1982 : Pour cent briques, t'as plus rien... d'Édouard Molinaro
- 1983 : Liberty belle de Pascal Kané
- 1985 : Tristesse et beauté de Joy Fleury
- 1987 : Poussière d'ange d'Édouard Niermans

### Réalisateur
- 1992 : Les Années campagne